# 알테오젠
주식회사 알테오젠(영어: Alteogen)은 대한민국의 면역항암제 개발 기업이다.

## 연혁
2008년 연구원 출신 박 대표가 한남대 교수이던 부인 정 전 사장과 회사를 설립하였다
2014년 12월 기술성장기업으로 코스닥 시장에 상장하였다.
2023년 2월 재조합 히알루로니다제인 테르가제를 식약처에 품목허가를 신청하였다. 머크에서 회사를 매각하는 대신 독점계약을 맺는 것으로 알려졌다.